# Ulica Gabriela Narutowicza w Lublinie
Ulica Gabriela Narutowicza w Lublinie – ulica w centrum Lublina (w dzielnicy Śródmieście) zaczynająca się na Placu Wolności, a kończąca przy skrzyżowaniu z ul. Głęboką, przy granicy Śródmieścia z Rurami. Długość ulicy to 1,2 km.
Pierwotnie ulica ta nazywała się Panny Marii. W 1822 przemianowano ją na Namiestnika (na cześć pobytu gen. Zajączka w mieście), następnie na Namiestnikowską. W 1928 ulica zyskała nazwę prezydenta Gabriela Narutowicza.

## Historia
W okresie średniowiecza i renesansu wzdłuż dzisiejszej ul. Narutowicza powstawały zabudowania miejskie, ponieważ biegł tamtędy trakt krakowski, który rozpoczynał się przy Bramie Krakowskiej i wiódł przez ul. Kozią. W XVI w. tę funkcję przejęło Krakowskie Przedmieście.
W latach 20. XVII w. zbudowano (trzecią) linię obwarowań miejskich, przecinającą ten trakt na wysokości ul. Okopowej i Górnej. Na przecięciu osi wzniesiono Bramę Panny Marii. Czwarta linia obwarowań, z lat 70. XVII w., biegła na wysokości ul. Lipowej i al. Piłsudskiego; tam też znajdowała się brama czwartej linii fortyfikacji. Mury pierwszej z wymienionych linii rozebrano w 1819.
Na początku XIX w. na końcu ulicy mieściły się rogatki Rurskie. W 1819 zburzono zabudowania przylegające do klasztoru brygidek (zob. Kościół Matki Bożej Zwycięskiej) i zorganizowano w tym miejscu targ (który w 1857 przeniesiono na tyły nowego ratusza, przy ul. Świętoduskiej). W 1821 przy wylocie ul. Lipowej do obecnej Narutowicza utworzono pierwszą cegielnię miejską. W roku 1859 oddano do użytku budynek Szkoły Wojewódzkiej Lubelskiej. W latach 1884–1886 w miejscu, gdzie wcześniej znajdowały się ogrody kapucyńskie, wzniesiono teatr (obecny teatr im. Juliusza Osterwy). W 1819 ulicę wybrukowano po raz pierwszy i kosztem właścicieli posesji ułożono chodniki. Przebrukowano ją w 1888 i 1912. W 1909 do wysokości teatru im. Juliusza Osterwy utwardzono ją klinkierem.
W XX-leciu międzywojennym przy ul. Narutowicza wybudowano wiele kamienic, które dopełniły zabudowę kwartałów, m.in. przy „placu gwiazdy” – skrzyżowaniu z ul. Lipową i al. Piłsudskiego. W tym okresie przy ul. Narutowicza wzniesiono siedzibę Stowarzyszenia Urzędników Państwowych i Dom Pracy Kulturalno-Oświatowej. W 1939 uchwalono plan, który zakładał, że odcinek ul. Narutowicza od „placu gwiazdy” będzie miał 34 m szerokości, z pasem zieleni pośrodku; budynki wybudowane wzdłuż ulicy miały mieć do czterech kondygnacji i 15,5 m wysokości.

## Współczesność

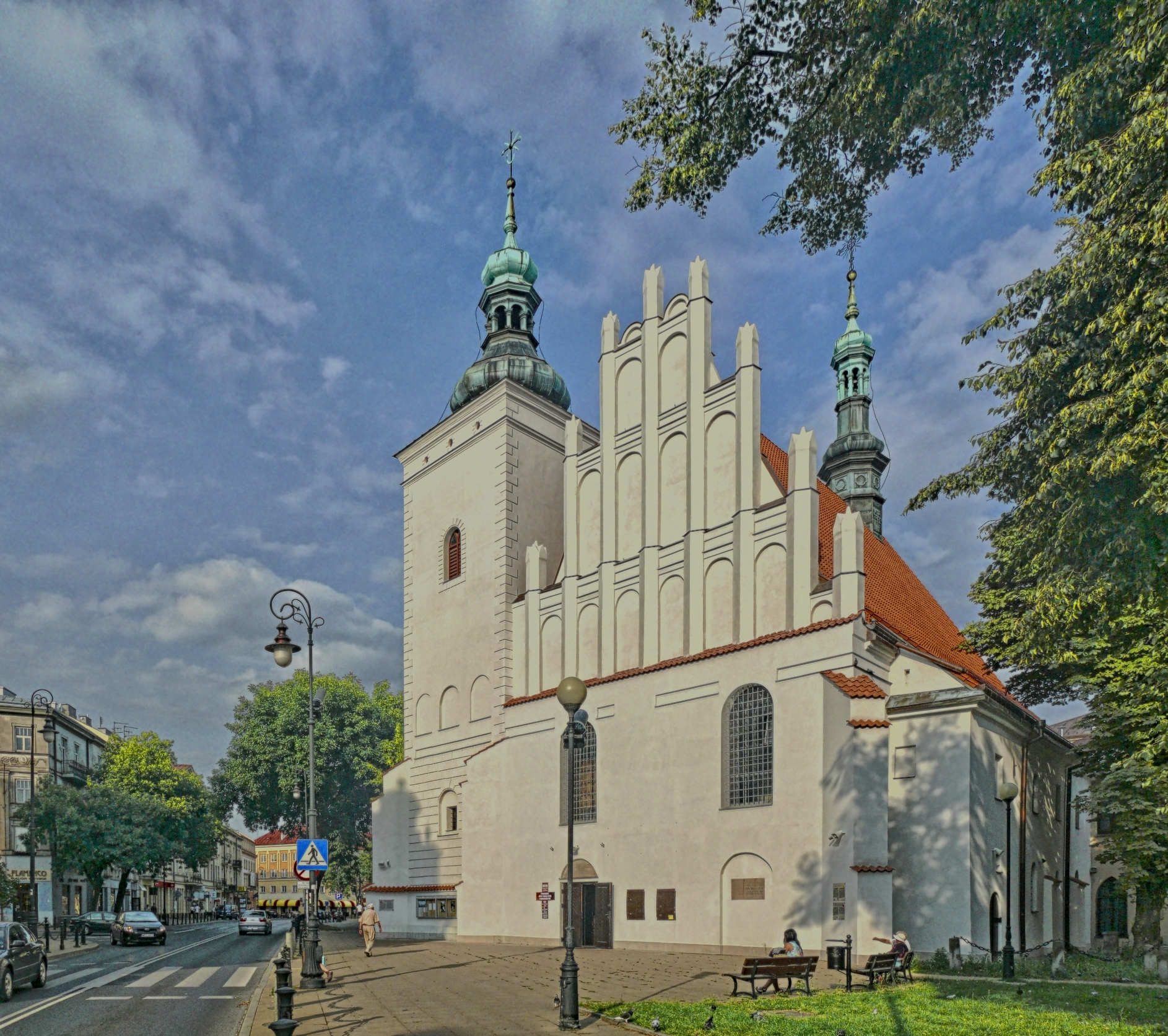
kościół pobrygidkowski

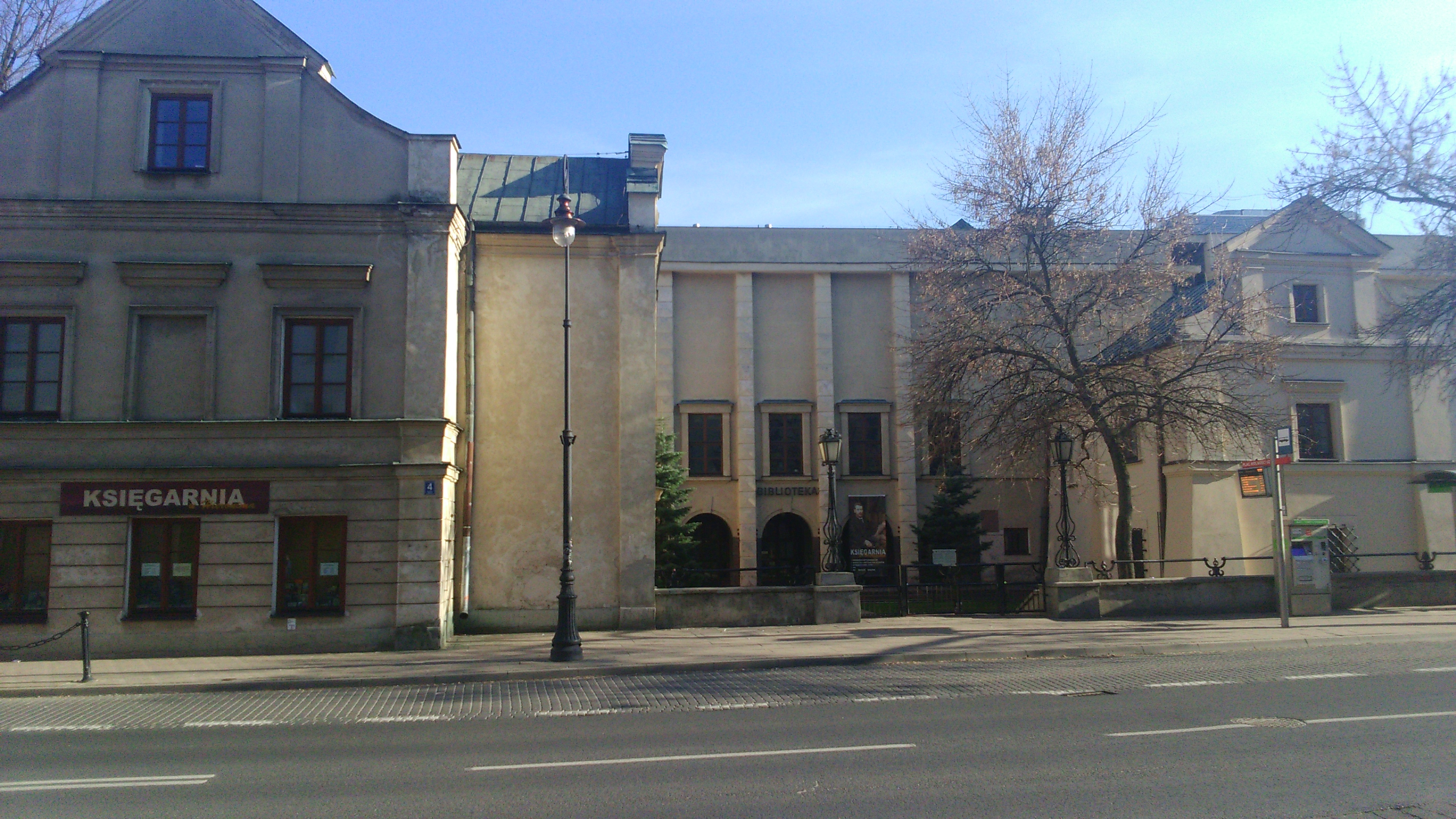
Biblioteka wojewódzka im. H. Łopacińskiego

Przy ul. Narutowicza stoją dwa budynki zabytkowe: pobrygidkowski kościół Matki Bożej Zwycięskiej oraz teatr im. J. Osterwy. Ponadto znajduje się tam wiele budynków użyteczności publicznej, m.in. III LO im. Unii Lubelskiej, Wojewódzka Biblioteka Publiczna im. H. Łopacińskiego (nr 4), Komenda Wojewódzka Policji i Wydział Pedagogiki i Psychologii UMCS.
W 2014 wyremontowano odcinek ul. Narutowicza (oraz przyległych uliczek) między skrzyżowaniem z ul. Lipową i al. Piłsudskiego a skrzyżowaniem z ul. Okopową i Mościckiego. Sierpień 2016 był terminem zakończenia remontu odcinka między ul. Lipową i al. Piłsudskiego a ul. Ochotniczą.